# Drakkhen
Drakkhen è un videogioco di ruolo del 1989 pubblicato da Infogrames. Originariamente sviluppato per Amiga e Atari ST, fu convertito negli anni successivi per MS-DOS, per diversi home computer giapponesi e per Super Nintendo. Nel 1994 è stato realizzato un sequel solo per SNES del gioco, pubblicato in Occidente con il titolo di Dragon View.